# Bibliographie sur le Louvre-Lens
Cet article liste les ouvrages et publications diverses concernant le Louvre-Lens et ses expositions.

## Ouvrages et articles centrés sur le Louvre-Lens
- Yves Portelli et Delphine Pineau (préf. Jean-Michel Bretonnier), Louvre-Lens, de la conception à la naissance, Lille, La Voix du Nord Éditions,‎ novembre 2012, 68 p. (ISBN 978-2-84393-165-9, ISSN 2115-8045)
- Thierry Belay (directeur de la publication), Xavier Dectot (directeur de la publication), Renée-Paule Crépel (responsable éditoriale), Lucie Streif-Rivail (responsable éditoriale), Séverine Aubrée (coordination éditoriale), Stéphane Duplàa (mission arts et culture), Claire Kenaissi (rédaction), Godeleine Vanhersel (rédaction), Stéphanie Peichert (rédaction), Fabien Dufoulon (rédaction), Céline Marot (rédaction), Caroline Turek (rédaction) et al. (préf. Xavier Dectot, photogr. Charles-Hilaire Valentin), Louvre-Lens, SCÉRÉN CRDP Nord-Pas-de-Calais et musée du Louvre-Lens,‎ 2013, 50 p., 16 cm × 24 cm (ISBN 978-2-86623-564-2 et 978-2-36838-005-5)
- Hugues Demeude, Louvre-Lens : L'esprit du lieu, Lens/Paris, Musée du Louvre-Lens et Nouvelles Éditions Scala,‎ juillet 2013, 66 p., 17,5 cm × 12 cm (ISBN 978-2-35988-096-0 et 978-2-36838-013-0)
- Évelyne Cohen, Pascale Goetschel, « Visite(s) au Louvre-Lens. le 21 juin 2013», Sociétés & Représentations, 2/2013 (no 36), p. 167-178

## Catalogues des expositions

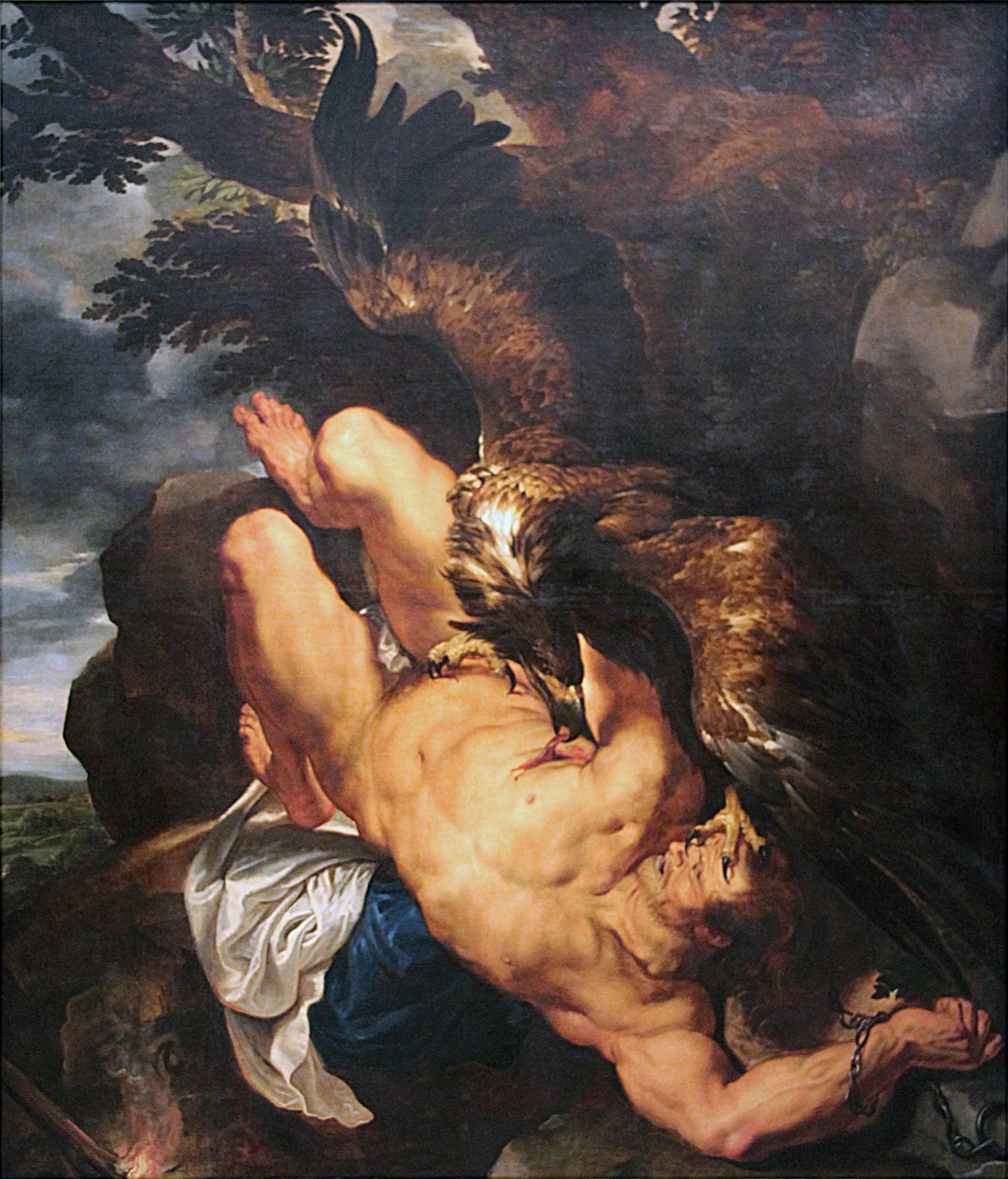
Prométhée supplicié, utilisé en 2013 pour la couverture du catalogue de l'exposition L'Europe de Rubens.

- Lucie Streiff-Rivail (coordination et suivi éditorial), Isabelle Pelletier (coordination et suivi éditorial (assistante)), Charles-Hilaire Valentin (iconographie), Nicolas Neumann (directeur éditorial), Lydia Labadi (coordination et suivi éditorial), Astrid Bargeton (coordination et suivi éditorial (assistante)), Loïc Levêque (conception graphique et réalisation), Sarah Zhiri (contribution éditoriale), Michel Brousset (fabrication), Béatrice Bourgerie (fabrication), Mélanie Le Gros (fabrication), Jean-Luc Martinez (auteur), Vincent Pomarède (auteur) et al. (préf. Daniel Percheron), Louvre-Lens, le guide 2013, Lens & Paris, Musée du Louvre-Lens & Somogy éditions d'art, novembre 2012, 296 p., 16,2 cm × 23 cm (ISBN 978-2-36838-002-4 et 978-2-7572-0605-8)
- Audrey Bodéré et Pierre-Yves Le Pogam (préf. Henri Loyrette & Xavier Dectot), Le Temps à l'œuvre, Lens & Tourcoing, Musée du Louvre-Lens & Invenit Éditions, novembre 2012, 176 p., 17 cm × 23 cm (ISBN 978-2-36838-007-9 et 978-2-918698-45-6)
- Laura Angelucci, Françoise Barbe, Marc Bormand, Agnès Bos, Pascale Bourgain, Geneviève Bresc-Bautier, Jean-Pierre Changeux, Dominique Cordellier, Vincent Delieuvin, Pascal Dubourg Glatigny, Élisabeth Foucart-Walter, Hélène Grollemund, Philippe Lorentz, Sophie Makariou, Philippe Malgouyre, Cécile Scailliérez, Roberta Serra, Dominique Thiébaut, Pascal Torres, Christel Winling (préf. Henri Loyrette & Xavier Dectot), Renaissance : révolutions dans les arts en Europe, 1400-1530, Lens & Paris, Musée du Louvre-Lens & Somogy éditions d'art, novembre 2012, 360 p., 23 cm × 29 cm (ISBN 978-2-36838-000-0 et 978-2-7572-0577-8)
- Arnout Balis, Blaise Ducos, Jeroen Duindam, Marc Fumaroli, Paul Huvenne, David Jaffé, Corinne Thépaut-Cabasset (préf. Alain Denizot & Xavier Dectot), L'Europe de Rubens, Lens & Paris, Musée du Louvre-Lens & Éditions Hazan, mai 2013, 360 p., 23 cm × 29 cm (ISBN 978-2-36838-012-3 et 978-2-75410-694-8)
- Lucie Streiff-Rivail (coordination et suivi éditorial), Charles-Hilaire Valentin (iconographie, coordination et suivi éditorial), Élodie Couécou (iconographie), Nicolas Neumann (directeur éditorial), Loïc Levêque (conception graphique et réalisation), Lydia Labadi (coordination et suivi éditorial), Laurence Verrand (coordination et suivi éditorial), Sarah Zhiri (contribution éditoriale), Renaud Berombes (contribution éditoriale), Marion Lacroix (contribution éditoriale), Michel Brousset (fabrication), Béatrice Bourgerie (fabrication), Mélanie Le Gros (fabrication), Jean-Luc Martinez (commissaire de l'exposition), Vincent Pomarède (commissaire de l'exposition) et al. (préf. Daniel Percheron), Louvre-Lens, le guide 2014, Lens & Paris, Musée du Louvre-Lens & Somogy éditions d'art, novembre 2013, 296 p., 16,2 cm × 23 cm (ISBN 978-2-36838-018-5 et 978-2-7572-0764-2, BNF 43767029)
- Lucie Streiff-Rivail (coordination et suivi éditorial), Charles-Hilaire Valentin (iconographie), Maria-Laura Falsini (recherche et acquisition de la documentation photographique et coordination), Massimiliano Piemonte (recherche et acquisition de la documentation photographique et coordination), Simonetta Massimi (recherche et acquisition de la documentation historique graphique), Nicolas Neumann (directeur éditorial), Sarah Houssin-Dreyfuss (coordination et suivi éditorial), Astrid Bargeton (coordination et suivi éditorial (assistante)), François Dinguirard (conception graphique), Marion Lacroix (contribution éditoriale), Colette Malandain (contribution éditoriale) et al. (trad. Renaud Temperini, Geneviève Lambert & Élisabeth Agius d'Yvoire, préf. Xavier Dectot & Mario de Simoni), Les Étrusques et la Méditerranée : La cité de Cerveteri, Lens & Paris, Musée du Louvre-Lens & Somogy éditions d'art, novembre 2013, 362 p., 23 cm × 29 cm (ISBN 978-2-36838-015-4 et 978-2-7572-0762-8)
- Charles-Hilaire Valentin (coordination et suivi éditorial), Élodie Caouécou (iconographie), Nicolas Neumann (directeur éditorial), Laurence Verrand (coordination et suivi éditorial), Julie Lecœur (conception graphique et réalisation), Gilles Beaujard (conception graphique et réalisation), Renaud Bezombes (contribution éditoriale), Diana Darley (contribution éditoriale), Michel Brousset (fabrication), Béatrice Bourgerie (fabrication) et Mélanie Le Gros (fabrication) (préf. Xavier Dectot), Les Désastres de la guerre : 1800-2014, Lens et Paris, Musée du Louvre-Lens & Somogy éditions d'art, mai 2014, 404 p., 25 cm × 30,7 cm (ISBN 978-2-7572-0815-1 et 978-2-36838-022-2)
- Charles-Hilaire Valentin (coordination, suivi éditorial et iconographie), Nicolas Neumann (directeur éditorial), Loïc Levêque (conception graphique), Lydia Cassegrain (adaptation graphique et réalisation), Laurence Verrand (coordination éditoriale), Sandra Pizzo (contribution éditoriale), Michel Brousset (fabrication), Béatrice Bourgerie (fabrication), Mélanie Le Gros (fabrication), Jean-Luc Martinez (commissaire de l'exposition), Vincent Pomarède (commissaire de l'exposition) et al. (préf. Daniel Percheron), Louvre-Lens, le guide 2015, Lens & Paris, Musée du Louvre-Lens & Somogy éditions d'art, novembre 2014, 296 p., 16,2 cm × 23 cm (ISBN 978-2-36838-023-9 et 978-2-7572-0895-3)

### Publications concernant les expositions
- Louvre-Lens : La Galerie du Temps, de Michaël  Gaumnitz, Louvre & Arte Éditions, 2012, DVD, 52 minutes  (EAN 3453270083995)
- Malika Bauwens (éditrice), Xavier Henry (création graphique), Florelle Guillaume (iconographie) et Franck Antoni (secrétaire de rédaction), Louvre-Lens : le musée - l'architecture - les chefs-d'œuvre, Issy-les-Moulineaux, Beaux Arts éditions / TTM Éditions,‎ décembre 2012, 60 p. (ISBN 978-2-84278-967-1)
- Grande Galerie : Le Journal du Louvre  (préf. Henri Loyrette) (no 22),‎ 2012-2013, 116 p. (ISBN 978-2-84278-964-0)
- Claude Pommereau (éditeur), Thomas Schlesser (coordinateur éditorial), Florelle Guillaume (iconographie), Michel Déjus (création graphique), Franck Antoni (secrétaire de rédaction) et al., L'Europe de Rubens au Louvre-Lens, Beaux Arts / TTM éditions,‎ mai 2013, 36 p. (ISBN 979-10-204-0040-6)
- Jeanne Faton-Boyance (directrice de la publication) et al., L'Europe de Rubens : Exposition au Louvre-Lens, Dijon, L'Objet d'art, Éditions Faton,‎ 2013, hors série no 68 éd., 66 p. (ISSN 0998-8041)

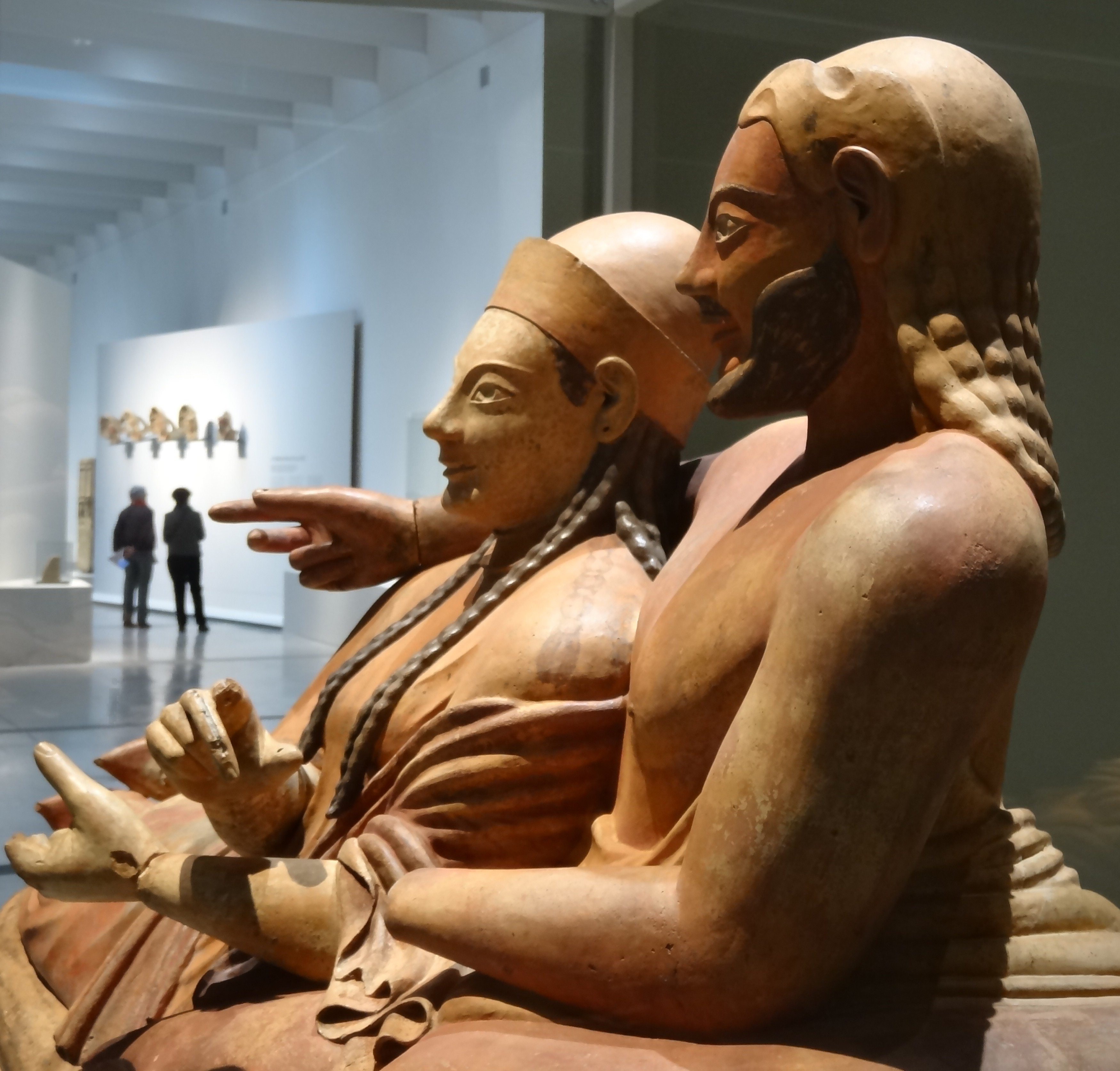
Le Sarcophage des Époux.

- Claude Pommereau (éditeur), Sabrina Siari (coordinatrice éditoriale), Catherine Varotsi (création graphique), Franck Antoni (secrétaire de rédaction) et al. (ill. Florelle Guillaume), Les Étrusques et la Méditerranée : La cité de Cerveteri au Louvre-Lens, Beaux Arts éditions / TTM Éditions (no hors-série),‎ novembre 2013, 44 p., 22 cm × 28,5 cm (ISBN 979-10-204-0063-5)
- Olivier Fabre (directeur de la publication), Maëlle Gentil (rédaction) et Vincent Monod (réalisation artistique), Les Étrusques et la Méditerranée : La cité de Cerveteri, Dijon, Éditions Faton, coll. « Histoire antique & médiévale »,‎ 2013, hors-série no 37 éd., 68 p. (ISSN 1632-0859)
- Jean-Michel Charbonnier (rédacteur en chef), Isabelle de Vassart (maquette) et Raphaëlle Zennaro (secrétariat de rédaction), Louvre-Lens, Paris, Connaissance des arts (no hors-série 563),‎ 2012, 68 p., 21,5 cm × 28,5 cm (ISBN 978-2-36838-006-2, ISSN 1242-9198)
- Malika Bauwens (éditrice), Xavier Henry (création graphique), Florelle Guillaume (iconographie) et Franck Antoni (secrétaire de rédaction), Louvre-Lens : Le musée, les chefs-d'œuvre, Beaux Arts éditions / TTM Éditions,‎ avril 2013, 60 p., 22 cm × 28,5 cm (ISBN 979-10-204-0044-4)
- Jeanne Faton-Boyancé (directrice de la publication, rédaction), Mathilde Ouvrard (rédaction), Bernard Babin (réalisation artistique) et Laure Personnier (réalisation artistique), Louvre-Lens : L'architecture, La Galerie du temps, Dijon, L'Estampille - L'Objet d'art, éditions Faton, coll. « Dossier de l'art thématique » (no 3),‎ 2012, 74 p., 21,5 cm × 28,5 cm (ISSN 0998-8041)
- Jean-Luc Martinez (directeur de la publication), Violaine Bouvet-Lanselle (éditrice), Claude Pommereau (éditeur), Adrien Goetz (directeur de la rédaction), Laurence Castany (rédactrice en chef), Alice Andersen (graphiste), Cécile Castany (graphiste), Florelle Guillaume (iconographie), Malika Bauwens (secrétaire de rédaction) et Christophe Parant (relecteur) (préf. Jean-Luc Martinez), Grande Galerie : Le Journal du Louvre, Musée du Louvre / TTM éditions (no 26),‎ 2013-2014, 108 p. (ISBN 979-10-204-0004-8, ISSN 1959-1764)